# Ковенко, Михаил Никитич
Михаил Никитич Ковенко (укр. Михайло Микитович Ковенко ; (8 (20) ноября 1888, Белополье, Ахтырский уезд, Харьковская губерния, Российская империя — не раньше 1922) — украинский военный и политический деятель, журналист, дипломат. Член Украинской Центральной рады. Один из организаторов формирований и командир отрядов «Вольного казачества» в Киеве во время Январского восстания (1918).

## Биография
Из крестьян.
Окончив в 1899 году Люботинское реальное училище, продолжил учёбу в Германии. Обучался в Альтенбургской политехникуме, на механическом факультете Королевского Дармштадского политехнического института (ныне Дармштадтский технический университет). В 1910 году получил диплом инженера-механика.
С том же году призван на военную службу в 1-м Кавказском железнодорожном батальоне. В 1914 году около двух месяцев работал помощником инженера по обслуживанию мельниц Харьковского отделения торгового дома «Абрам Волкенштейн и сыновья». Приобретенные в Германии знания впоследствии использовал против немцев. Во время Первой мировой войны с октября 1915 по июль 1916 года возглавлял техническое бюро Всероссийского Земского союза Юго-Западного фронта.
В 1916 году вступил в УСДРП, активно участвовал в политической жизни страны. Отстаивал право украинского народа на автономию. Как представитель УСДРП участвовал в Первом всеукраинском рабочем съезде, который начал свою работу 11 июля 1917 г. в Киеве. На этом собрании М. Ковенко был выбран во Всеукраинский совет рабочих депутатов и кооптирован в состав Украинской Центральной рады. В конце 1917 года стал членом Украинской партии социалистов-самостийников.
Главным направлением деятельности Ковенко стало создание украинских вооружённых сил. Принимал участие в формировании «Вольного казачества» из числа добровольцев.
С 17 сентября 1917 года — директор Избирательного бюро в составе Генерального секретарства внутренних дел Украины. С декабря 1917 года в связи с началом избирательной кампании был командирован на работу в Вольное казачество для инструктажа по охране выборов. 
В январе 1918 года командовал отрядами Вольного казачества при обороне Киева. В январе 1918 года назначен Киевским городским комиссаром от УНР. 
16 января 1918 года назначен особым комендантом Киева, участвовал в подавлении восстания на заводе «Арсенал». В январе 1918 года провёл аресты левых украинских эсеров, которые сотрудничали с большевистским правительством. Под руководством М. Ковенко «вольные казаки» 20 января 1918 г. разгромили штаб-квартиру Всероссийского союза евреев-воинов в Киеве, а главу союза евреев-воинов — И. Гоголя и его заместителя Боярского убили. 
С 9 марта 1918 года — представитель министерства иностранных дел УНР в Германии.
С мая 1918 года — директор киевского завода «Арсенал».
Главный атаман Симон Петлюра поручил Ковенко сформировать два партизанских отряда при Особом корпусе армии УНР.
В 1919 году редактировал газету «Україна», которая выходила в Каменце-Подольском. В начале того же года стал особым комендантом г. Винница и Винницкого района. С 1919 года — председатель Верховной следственной комиссии по борьбе с контрреволюцией.
С 1920 года — в эмиграции в Румынии. В 1922 году принимал участие в организации секции Управы филиала Украинского общества Лиги Наций в Румынии.